# Championnat d'Arménie de football 1995
Navigation
Saison précédente Saison suivante
La saison 1995 du Championnat d'Arménie de football était une saison de transition de la première division arménienne, la Premier-Liga entre la 3e édition en 1994 et la 4e en 1995-1996. Cette édition va en fait servir de transition entre le championnat à calendrier nordique (sur l'année civile) et le championnat à calendrier plus "occidental" (de septembre à mai). Les 12 équipes sont réparties en 2 poules de 6 et s'affrontent en matchs aller et retour. Si la compétition n'offre aucun récompense (ni titre national, ni qualification européenne), elle conserve un système de promotion-relégation : le dernier de chaque poule est retrogradé en Second-Liga et remplacés par les deux meilleurs clubs de deuxième division.
Pour cette édition sans titre décerné, ce sont les clubs de Shirak FC Giumri, le tenant du titre, et l'Ararat Erevan qui terminent en tête de leur poule respective.

## Les 12 clubs participants
| - Ararat Erevan - Banants Kotaik - Homenetmen Erevan - Homenmen-FIMA Erevan - Tsement Ararat - Shirak FC Giumri | - Kotayk Abovian - Van Erevan - Zangezur Goris - Aragats Giumri - Promu de Second-Liga - Yerazank Erevan - Aznavour Noyemberyan |

## Compétition
Le barème de points servant à établir le classement se décompose ainsi :
- Victoire : 3 points
- Match nul : 1 point
- Défaite : 0 point

### Poule A
| Rang | Équipe               | Pts | J  | G | N | P | Bp | Bc | Diff |
| ---- | -------------------- | --- | -- | - | - | - | -- | -- | ---- |
| 1    | Shirak FC Giumri T   | 24  | 10 | 7 | 3 | 0 | 23 | 6  | +17  |
| 2    | Tsement Ararat       | 16  | 10 | 5 | 1 | 4 | 19 | 12 | +7   |
| 3    | Aznavour Noyemberyan | 13  | 10 | 4 | 1 | 5 | 10 | 14 | -4   |
| 4    | Homenmen-FIMA Erevan | 12  | 10 | 3 | 3 | 4 | 11 | 13 | -2   |
| 5    | Zangezur Goris       | 12  | 10 | 3 | 3 | 4 | 13 | 22 | -9   |
| 6    | Yerazank Erevan      | 5   | 10 | 0 | 5 | 5 | 4  | 13 | -9   |

|  | Vainqueur du groupe             |
|  | Relégation en deuxième division |
|  | T Tenant du titre               |

### Poule B
| Rang | Équipe            | Pts | J  | G | N | P | Bp | Bc | Diff |
| ---- | ----------------- | --- | -- | - | - | - | -- | -- | ---- |
| 1    | Ararat Erevan C   | 20  | 10 | 6 | 2 | 2 | 34 | 11 | +23  |
| 2    | Homenetmen Erevan | 19  | 10 | 5 | 4 | 1 | 31 | 8  | +23  |
| 3    | Kotayk Abovian    | 15  | 10 | 4 | 3 | 3 | 18 | 13 | +5   |
| 4    | Van Erevan        | 13  | 10 | 4 | 1 | 5 | 15 | 21 | -6   |
| 5    | Aragats Giumri P  | 9   | 10 | 2 | 3 | 5 | 14 | 31 | -17  |
| 6    | Banants Kotaik    | 7   | 10 | 2 | 1 | 7 | 15 | 43 | -28  |

|  | Vainqueur du groupe                                      |
|  | Relégation en deuxième division                          |
|  | C Vainqueur de la Coupe d'Arménie P Promu de Second-Liga |

## Bilan de la saison
| Championnat d'Arménie de football 1995 |                  |
| Champion                               | Aucun (ne titre) |
| Coupes et trophées                     |                  |
| Vainqueur de la Coupe d'Arménie 1995   | Ararat Erevan    |
| Promotions et relégations              |                  |
| Promus en Premier-Liga                 | FC Erevan        |
| Promus en Premier-Liga                 | Karabakh Erevan  |
| Relégués en Second-Liga                | Yerazank Erevan  |
| Relégués en Second-Liga                | Banants Kotaik   |